# 301 (numero)
Trecentouno (301) è il numero naturale dopo il 300 e prima del 302.

## Proprietà matematiche
- È un numero dispari.
- È un numero composto con 4 divisori: 1, 7, 43, 301. Poiché la somma dei suoi divisori (escluso il numero stesso) è 51 < 301, è un numero difettivo.
- È un numero semiprimo.
- È la somma di tre numeri primi consecutivi, 301 = 97 + 101 + 103.
- È parte delle terne pitagoriche (301, 900, 949), (301, 1032, 1075), (301, 6468, 6475), (301, 45300, 45301).
- È un numero palindromo nel sistema di numerazione posizionale a base 6 (1221).
- È un numero felice.
- È un numero congruente.
- È un numero poligonale centrale.

## Astronomia
- 301P/LINEAR-NEAT è una cometa periodica del sistema solare.
- 301 Bavaria è un asteroide della fascia principale del sistema solare.

## Astronautica
- Cosmos 301 è un satellite artificiale russo.